# Qualificazioni al campionato mondiale di calcio 1966
74 squadre partecipano alle qualificazioni per il Campionato mondiale di calcio 1966 per un totale di 16 posti disponibili per la fase finale. È l'ultimo mondiale dove l'AFC e la CAF concorrono nello stesso percorso di qualificazione ed è anche l'ultimo mondiale dove le squadre oceaniane sono iscritte all'AFC (dall'edizione successiva saranno iscritte all'OFC). L'Inghilterra (come paese ospitante) e il Brasile (come campione in carica) sono qualificate automaticamente, lasciando così solo 14 posti per la fase finale.
I 16 posti disponibili per la Coppa del Mondo 1966 sono suddivisi tra le confederazioni nei seguenti modo:
- Europa (UEFA): 10 posti, di cui uno già occupato dall'Inghilterra; gli altri 9 posti sono contesi da 32 squadre (compresi Israele e Siria).
- Sud America (CONMEBOL): 4 posti, di cui uno già occupato dal Brasile; gli altri 3 posti sono contesi da 9 squadre.
- Nord America, Centro America e Caraibi (CONCACAF): 1 posto, conteso da 10 squadre.
- Africa (CAF), Asia (AFC) e Oceania: 1 posto, conteso da 21 squadre (compresa l'Australia).

51 squadre hanno giocato almeno una partita di qualificazione; le partite giocate sono state 127, con 393 gol segnati (con una media di 3,09 a partita).

## Zone continentali
UEFA
Gruppo 1 -  Bulgaria qualificata.
Gruppo 2 -  Germania Ovest qualificata.
Gruppo 3 -  Francia qualificata.
Gruppo 4 -  Portogallo qualificato.
Gruppo 5 -  Svizzera qualificata.
Gruppo 6 -  Ungheria qualificata.
Gruppo 7 -  Unione Sovietica qualificata.
Gruppo 8 -  Italia qualificata.
Gruppo 9 -  Spagna qualificata.
CONMEBOL
Gruppo 1 -  Uruguay qualificato.
Gruppo 2 -  Cile qualificato.
Gruppo 3 -  Argentina qualificata.
CONCACAF
 Messico qualificato.
CAF e AFC
 Corea del Nord qualificata.

## Squadre qualificate

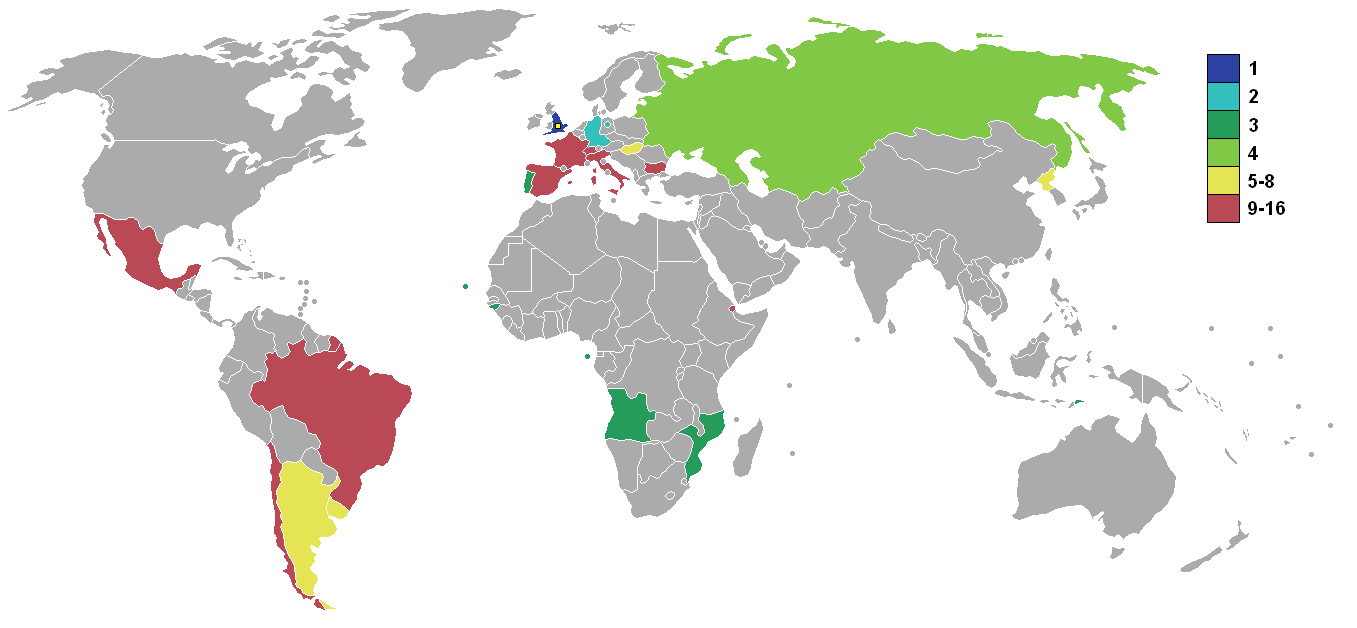
Le nazioni qualificate per il campionato mondiale di calcio del 1966

| Squadra          | Numero di presenze | Numero di presenze consecutive | Ultima apparizione |
| ---------------- | ------------------ | ------------------------------ | ------------------ |
| Argentina        | 5                  | 3                              | 1962               |
| Brasile          | 8                  | 8                              | 1962               |
| Bulgaria         | 2                  | 2                              | 1962               |
| Cile             | 4                  | 2                              | 1962               |
| Corea del Nord   | 1                  | 1                              | esordiente         |
| Francia          | 6                  | 1                              | 1958               |
| Germania Ovest   | 6                  | 4                              | 1962               |
| Inghilterra      | 5                  | 5                              | 1962               |
| Italia           | 6                  | 2                              | 1962               |
| Messico          | 6                  | 5                              | 1962               |
| Portogallo       | 1                  | 1                              | esordiente         |
| Spagna           | 4                  | 2                              | 1962               |
| Svizzera         | 6                  | 2                              | 1962               |
| Ungheria         | 6                  | 4                              | 1962               |
| Unione Sovietica | 3                  | 3                              | 1962               |
| Uruguay          | 5                  | 2                              | 1962               |